# Чежин, Андрей Сергеевич
Андрей Сергеевич Чежин (род. 11 мая 1960, Ленинград) — мастер современной российской фотографии, художник.

## Биография
Окончил Ленинградский институт киноинженеров (1982). Тогда же начал фотографировать. Член ленинградского фото-клуба «Зеркало». Участник фото-группы «ТАК». Участник художественного объединения «Фотоpostscriptum». Организатор и член совета ежегодного фестиваля «Осенний фотомарафон». Директор галереи «ФОТОimage».
Авторские проекты Андрея Чежина: «Я — объект», «Город на ощупь», «Автопортрет 366 дней», «В гостях у Буллы», «Хармсиада», «Невская купель», «Город-текст», «Город-миф», «Альбом для кнопок 1», «Альбом для кнопок 2», «7 платформ АХЕ», «Прозрачные сны», «Я хотел вернуться к тебе и не мог» (к 100-летию со дня рождения В.B. Набокова), «Твое-мое», «Город-призрак», «След ГУЛАГа», «Кнопка и модернизм», «Детский альбом», «Дом свиданий», «Линии жизни», «Матросские сны», «Трансформации взгляда» и многие другие.
Андрей Чежин один из участников большого группового проекта в формате книги художника — Город как субъективность художника, для которого он создал свою композицию (2019).
Андрей Чежин автор более 60-ти персональных выставок и участник 160 групповых выставках в России и за рубежом.
Член Союза фотохудожников России.
Живёт в Санкт-Петербурге, работает как free-lance photographer.

Чежин А. С.

## Персональные выставки
- 2015 «Жми!», DiDi Gallery, Санкт-Петербург.[7]

- 1993 «Я — объект», галерея «Фотоpostscriptum-place», Санкт-Петербург;

«Автопортрет 366 дней», Сен-Марселлен, Франция.
- 1994 «В гостях у Буллы», галерея «21», Санкт-Петербург;
- 1996 «96 фотографий», Центральный выставочный зал «Манеж», Санкт-Петербург;

«Хармсиада», галерея "ФОТОImage&4aquo;, Санкт-Петербург;
«Андрей Чежин», галерея «Teatro», Москва;
«Невская купель», крейсер «Аврора», Санкт-Петербург.
- 1997 «Город-текст», галерея «Борей», Санкт-Петербург;

«7 платформ АХЕ», Балтийский Дом, Санкт-Петербург.
- 1998 «Сон», (Санкт-Петербург — Варшава), Mala galeria, Варшава;

«Kharmsiade & From the Life of Thumb-pins», NONAME gallery, Роттердам.
- 1999 «Russian Lens on Washington. Andrey Chezhin: New Angles», District of Columbia Art Center, Washington, D.C.;

«Прозрачные сны», галерея «Дельта», Санкт-Петербург;
«Я хотел вернуться к тебе и не мог», Санкт-Петербургский музей B.B.Набокова;
«Твое-мое», галерея «ФОТОimage», Санкт-Петербург;
«Город-призрак», Институт Открытое Общество, Особняк Кочубея, Санкт-Петербург.
- 2000 St.Petersburg, Escher Series., Anya Tish gallery, Houston FotoFest, Texas;

«След ГУЛАГа», галерея NONAME gallery, FotoBiennale, Rotterdam, The Netherlands;
«Кнопка и модернизм», галерея «Дельта», Санкт-Петербург;
«Capital destuction — rearranging landmarks», Hovedbiblioteket, Esbjerg, Danmark;
«Touching St.-Petersburg», Multihus Tobaksfabrikken, Esbjerg, Danmark;
«Ретроспектива 1988—2000», Galeria Z, Month of photography, Bratislava, Slovakia.
- 2001 «Кнопка и модернизм», Музейный центр РГГУ, Москва;

«Любовь к себе, разве это не прекрасно?», (совместно с Д.Мишениным), Музей сновидений Зигмунда Фрейда, Санкт-Петербург;
«Постмодернистский Петербург», Самарский Художественный Музей, Самара;
«Детский альбом», галерея «Дельта», Санкт-Петербург;
«Дом свиданий», галерея «ФОТОimage», Санкт-Петербург.
- 2002 «Абстрактная фотография», галерея «Дельта», Санкт-Петербург;

«Линии жизни», галерея 103, Kультурный Центр «Пушкинская-10», Санкт-Петербург;
«Хармсиада», Giedre Bartelt Galerie, Berlin;
«Матросские сны», галерея 21 век, Прага;
«Собор», галерея «Дельта», Санкт-Петербург;
«Геометрия стихии — стихия геометрии», галерея «На Обводном», международный бизнес-центр «Нептун», Санкт-Петербург;
«Андрей Чежин», Gomez gallery, Baltimore, USA.
- 2003
  - «Сорок третий», галерея «Астрософт», Санкт-Петербург;
  - «Город-текст», галерея «Артколлегия», Москва;
  - «Мост. Улица. Исаакий. Свет», noname gallery, Rotterdam;
  - «Матросские сны», галерея «Дельта», Санкт-Петербург;
  - «Венеция», Гостиная искусств, ресторан «Палкин», Санкт-Петербург;
  - «Рыбы», галерея «ФОТОimage», Санкт-Петербург.

- 2004 «Руки», Фонд художника Михаила Шемякина, Санкт-Петербург.

## Работы находятся в коллекциях

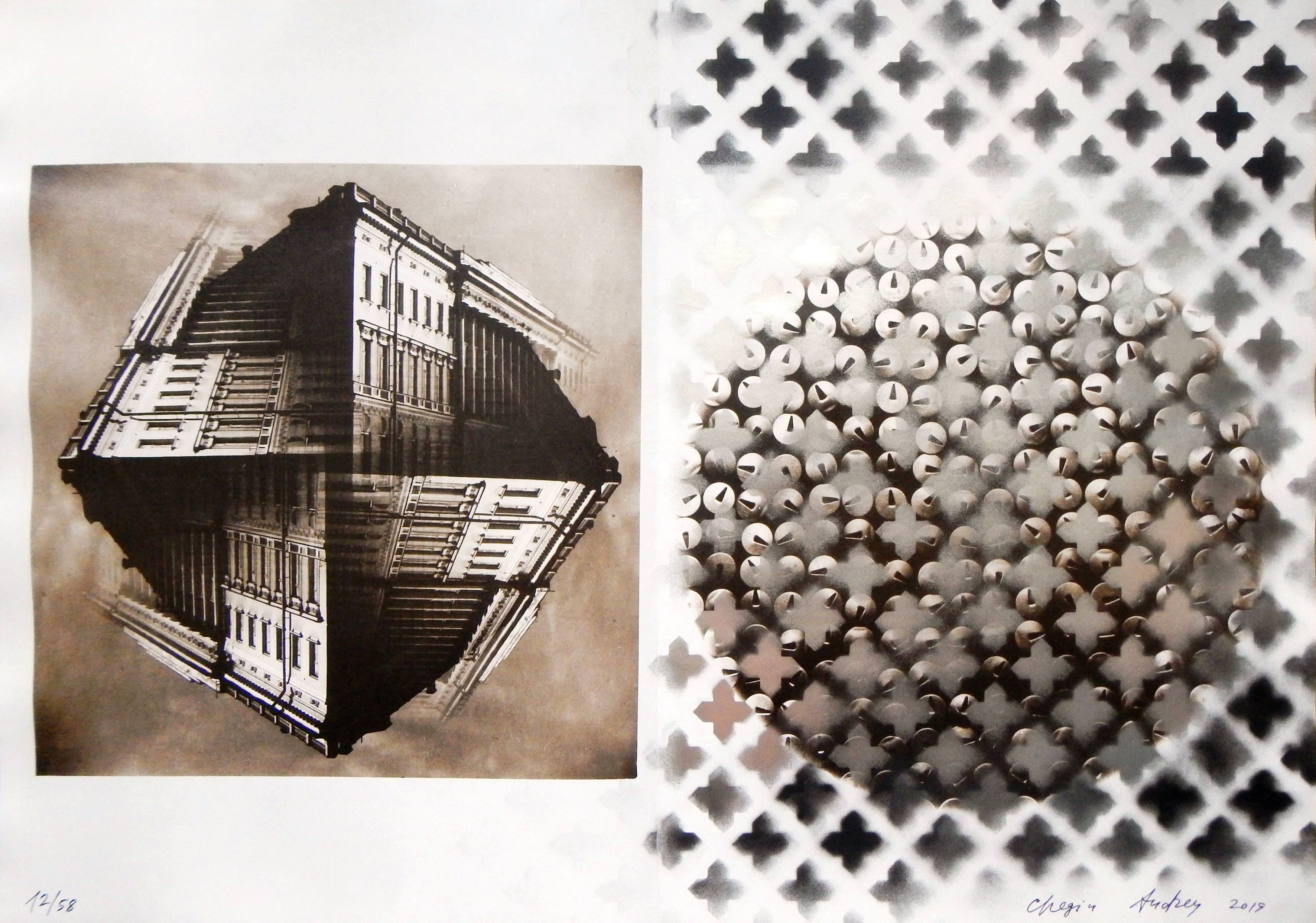
Пространство кнопок Эшера. (для проекта Город как субъективность художника). 2019, 42 х 59,4 см, ручная фотопечать, тонирование, цв. аэрозольная краска через трафарет

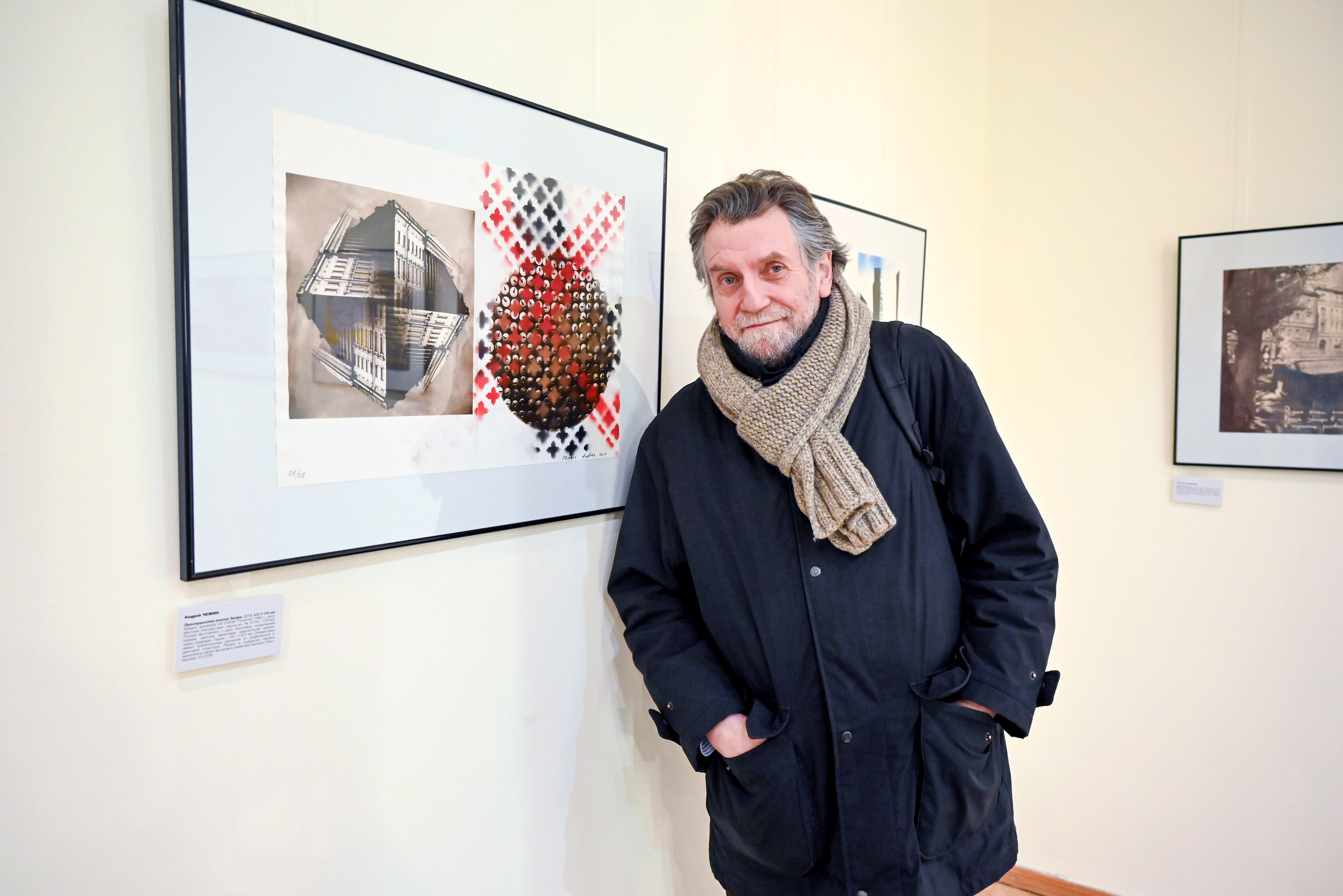
Чежин у своей работы на выставке Город как субъективность. СПб. НВЗ Музея городской скульптуры. 2021, 19 января

По данным сайта Государственного каталога музейного фонда России (на 2.12.2023) в фондах музеев России представлена 161 работа автора.
- Государственный Русский музей. Отдел гравюры XVIII—XXI веков.
- Государственный Эрмитаж
- Российская национальная библиотека. Отдел эстампов и фотографий РНБ, Санкт-Петербург
- Музей современного искусства «Гараж». Коллекция книги художника. (Москва).
- Музей фотографических коллекций, Москва
- Государственный Центр современного искусства, Москва
- Московский музей современного искусства, Москва
- Музей ван Аббе, Эйндховен, Нидерланды
- Centrum Sztuki Wspolczesnej, Warsaw, Poland
- Brooklyn Museum, Brooklyn, NY, U
- Columbus Museum of Art, Columbus, OH, USA
- Muzeo Ken Damy, Brescia, Italy
- Museum of Fine Arts in Houston, Houston, TX, USA
- Collection of Humanitarian Foundation «Free Culture», St. Petersburg, Russia
- Hechinger Collection, Washington, DC, USA
- The Navigator Foundation, Boston, MA, USA
- The Norton and Nancy Dodge Collection, The Jane Voorhees Zimmerli Art Museum, Rutgers, New Brunswick, NJ, USA
- Southeast Museum of Photography, Daytona Beach, Daytona, FL, USA
- Weisman Art Museum, University of Minnesota, Minneapolis, MN

## Авторские издания
- Чежин А. Пространство постмодернизма. М. Видар, 1998;
- Andrey Chegin «Charmsiade & From the life of thumb pins», Stickting noname, Rotterdam, 1998;

## Интервью
- Лилия Ященко «Андрей Чежин: Я рисую светом»
- Елена Калашникова «Андрей Чежин: Я готов усложнять фотографии до бесконечности» http://photonews.ru/index.php?creative_foto=90 (Газета «Фото Петербург» (2011 г.)